# Quintus Lollius Urbicus

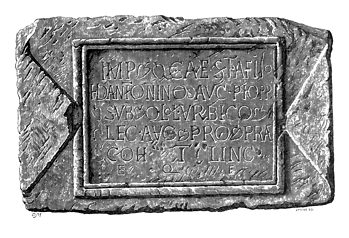
Die Inschrift

Quintus Lollius Urbicus war ein römischer Politiker und Heerführer des 2. Jahrhunderts n. Chr.
Urbicus stammte aus Tiddis in Numidien, wo er ein Grabmal für Familienangehörige errichten ließ und ihm als Patron der Stadt auf dem Forum eine Statue errichtet wurde, deren Inschrift erhalten ist. Sie führt die Stationen seiner senatorischen Laufbahn (cursus honorum) auf. Er war (etwa im Jahr 121) Quattuorvir viarum curandarum (ein Amt im Vigintivirat), Militärtribun in der Legio XXII Primigenia (stationiert in Mogontiacum), Quaestor urbanus in Rom, danach war Urbicus Legat des Prokonsuls der Provinz Asia, Volkstribun und Prätor, beides auf Vorschlag des Kaisers, sowie von 130 bis 133 Kommandeur (Legatus legionis) der Legio X Gemina, die in Vindobona stationiert war. Ebenfalls als Legat nahm er an Kaiser Hadrians Feldzug zur Niederschlagung des jüdischen Aufstands unter Bar Kochba teil und wurde mit der hasta pura ausgezeichnet.
Noch zu Lebzeiten Hadrians wurde Lollius Urbicus Suffektkonsul (vielleicht 135), Fetiale und Statthalter der Provinz Germania inferior. In den ersten Jahren der Regierung des Antoninus Pius war er Statthalter von Britannien, wo er durch mehrere Inschriften belegt ist und ließ den so genannten Antoninuswall im heutigen Schottland errichten. Später wurde er noch Statthalter (Prokonsul) der Provinz Africa und ca. 146–160 Stadtpräfekt (Praefectus urbi).
Sein Sohn war wahrscheinlich Quintus Lollius Germanicianus.